# Vol’nyje Islands
Der Vol’nyje Islands (englisch; russisch Острова Вольные Ostrowa Wolnyje, deutsch ‚Freie Inseln‘) sind eine Inselgruppe vor der Knox-Küste des ostantarktischen Wilkeslands. Sie liegen im Gebiet der Bunger-Oase.
Wissenschaftler einer sowjetischen Antarktisexpedition kartierten und benannten sie 1956. Das Antarctic Names Committee of Australia übertrug diese Benennung 1989 ins Englische.